# Campeonato Europeu de Atletismo em Pista Coberta de 2015 - 800 m feminino
A prova dos 800 metros feminino do Campeonato Europeu de Atletismo em Pista Coberta de 2015 foi disputada entre 6 e 8 de março de 2015 no O2 Arena em Praga, República Checa.

## Recordes
Antes desta competição, os recordes mundiais e do campeonato nesta prova eram os seguintes:
|                       | Nome           | Nacionalidade | Tempo     | Local | Data               |
| --------------------- | -------------- | ------------- | --------- | ----- | ------------------ |
| Recorde mundial       | Jolanda Čeplak | Eslovênia     | 1m 55s 82 | Viena | 3 de março de 2002 |
| Recorde do campeonato | Jolanda Čeplak | Eslovênia     | 1m 55s 82 | Viena | 3 de março de 2002 |
| Recorde europeu       | Jolanda Čeplak | Eslovênia     | 1m 55s 82 | Viena | 3 de março de 2002 |

## Medalhistas
| Ouro                | Bronze              |
| Selina Büchel (SUI) | Nataliya Lupu (UKR) |

## Cronograma
Todos os horários são locais (UTC+2).
| Data       | Hora  | Evento    |
| ---------- | ----- | --------- |
| 6 de março | 12:15 | Bateria   |
| 7 de março | 18:00 | Semifinal |
| 8 de março | 15:15 | Final     |

## Resultados

### Bateria
Qualificação: 2 atletas de cada bateria  (Q) mais os  4 melhores qualificados (q). 
| Posição | Bateria | Atleta                | Nacionalidade | Tempo   | Notas           |
| ------- | ------- | --------------------- | ------------- | ------- | --------------- |
| 1       | 1       | Yekaterina Poistogova | Rússia        | 2:01.44 | Q,              |
| 2       | 1       | Aníta Hinriksdóttir   | Islândia      | 2:01.56 | Q, EJR,         |
| 3       | 2       | Selina Büchel         | Suíça         | 2:01.95 | Q               |
| 4       | 2       | Rénelle Lamote        | França        | 2:02.10 | Q               |
| 5       | 2       | Nataliya Lupu         | Ucrânia       | 2:02.18 | q,              |
| 6       | 4       | Jenny Meadows         | Reino Unido   | 2:02.59 | Q               |
| 7       | 1       | Ciara Everard         | Irlanda       | 2:02.69 | q,              |
| 8       | 4       | Lenka Masná           | Chéquia       | 2:03.25 | Q,              |
| 9       | 2       | Anna Silvander        | Suécia        | 2:04.28 | q               |
| 10      | 4       | Stina Troest          | Dinamarca     | 2:04.30 | q               |
| 11      | 3       | Joanna Jóźwik         | Polónia       | 2:04.50 | Q               |
| 12      | 1       | Trine Mjåland         | Noruega       | 2:04.71 | Recorde pessoal |
| 13      | 3       | Anastasiya Bazdyreva  | Rússia        | 2:04.92 | Q               |
| 14      | 3       | Shelayna Oskan-Clarke | Reino Unido   | 2:05.08 |                 |
| 15      | 3       | Zuzana Hejnová        | Chéquia       | 2:05.34 |                 |
| 16      | 4       | Eleni Filandra        | Grécia        | 2:05.52 |                 |
| 17      | 3       | Victoria Sauleda      | Espanha       | 2:05.63 |                 |
| 18      | 1       | Syntia Ellward        | Polónia       | 2:05.68 |                 |
| 19      | 4       | Mariya Nikolayeva     | Rússia        | 2:07.16 |                 |
| 20      | 2       | Pavla Habovštiaková   | Eslováquia    | 2:10.38 |                 |

### Semifinal
Qualificação: 3 atletas de cada bateria  (Q). 
| Posição | Raia | Atleta                | Nacionalidade | Tempo   | Notas          |
| ------- | ---- | --------------------- | ------------- | ------- | -------------- |
| 1       | 1    | Selina Büchel         | Suíça         | 2:01.92 | Q              |
| 2       | 1    | Aníta Hinriksdóttir   | Islândia      | 2:02.31 | Q              |
| 3       | 1    | Jenny Meadows         | Reino Unido   | 2:02.40 | Q              |
| 4       | 1    | Anna Silvander        | Suécia        | 2:04.24 |                |
| 5       | 1    | Ciara Everard         | Irlanda       | 2:06.14 |                |
| 6       | 2    | Nataliya Lupu         | Ucrânia       | 2:08.15 | Q              |
| 7       | 2    | Joanna Jóźwik         | Polónia       | 2:08.47 | Q              |
| 8       | 2    | Yekaterina Poistogova | Rússia        | 2:08.72 | Q              |
| 9       | 2    | Rénelle Lamote        | França        | 2:09.06 |                |
| 10      | 2    | Stina Troest          | Dinamarca     | 2:10.25 |                |
| 11      | 2    | Lenka Masná           | Chéquia       | 2:10.36 |                |
| 12      | 1    | Anastasiya Bazdyreva  | Rússia        | DSQ     | R163.2, R163.4 |

### Final
A final foi realizada às 15:15 no dia 8 de março de 2015.  
| Posição          | Atleta                | Nacionalidade | Tempo   | Notas |
| ---------------- | --------------------- | ------------- | ------- | ----- |
| Medalha de ouro  | Selina Büchel         | Suíça         | 2:01.95 |       |
| DSQ              | Yekaterina Poistogova | Rússia        | doping  |       |
| Medalha de prata | Nataliya Lupu         | Ucrânia       | 2:02.25 |       |
| 4                | Joanna Jóźwik         | Polónia       | 2:02.45 |       |
| 5                | Aníta Hinriksdóttir   | Islândia      | 2:02.74 |       |
| 6                | Jenny Meadows         | Reino Unido   | DNS     |       |

Legenda
| Recorde mundial       | Recorde mundial (World record)               |                       | Recorde africano                      | Recorde africano (African) |                                           | Q | Classificado por posição (Qualified) |
| Recorde do campeonato | Recorde do campeonato (Championship record)  | Recorde da América    | Recorde da América (Americas)         | q                          | Classificado por melhor tempo (Qualified) |   |                                      |
| Melhor marca do ano   | Melhor marca do ano (World leading)          | Recorde asiático      | Recorde asiático (Asian)              | DNS                        | Não largou (Did not start)                |   |                                      |
| Recorde nacional      | Recorde nacional (National record)           | Recorde europeu       | Recorde europeu (European)            | DNF                        | Não terminou (Did not finish)             |   |                                      |
| Recorde pessoal       | Recorde pessoal do atleta (Personal best)    | Recorde da Oceania    | Recorde da Oceania (Oceania)          | DSQ / DQ                   | Desclassificado (Disqualified)            |   |                                      |
| Recorde da temporada  | Recorde da temporada do atleta (Season best) | Recorde sul-americano | Recorde sul-americano (South America) | NM                         | Sem marca (No mark)                       |   |                                      |